# Бабенко Василь Олексійович
Васи́ль Олексі́йович Бабе́нко (нар. 1877–пом. 1955 рр.) — український вчений-археолог, який в 1900 році відкрив салтівську культуру (VII—IX століття).

## Біографія
Народився 9 (21) квітня 1877 року в бідній сім'ї у Вовчанську на Харківщині.
1890 року вступив до 3-класної школи. 1897 року закінчив учительську семінарію. Із цього року — народний вчитель у селі Верхній Салтів Вовчанського повіту. У 1904—1909 роках був членом Харківського історико-філологічного товариства. Зберігав етнографічні колекції товариства.
З 1907 року Бабенко очолює 2-класне Верхньо-Салтівське училище Вовчанського повіту Харківської губернії.
1910 року здобуває вищу освіту на земських загальноосвітніх курсах у Харкові.
З 1913 року працював на посаді завідувача позашкільною освітою у Вовчанському повітовому земстві. У 1917—1919 роках вчителював у Салтові. 1919 року став завідувачем музейною секцією і повітовим музеєм. 1920 року Бабенка обрали головою комітету охорони пам'яток культури та старовини. З 1923 року працює на посаді завідувача Вовчанського окружного музею. В 1929 р. Бабенко бере участь у археологічній експедиції на Дніпробуді.
В. Бабенко мав дружні і ділові стосунки з М. Ф. Сумцовим, Д. І. Яворницьким, М. М. Могиленським. Під керівництвом Д. Багалія, М. Сумцова, Є. Рєдіна студіює археологію, історію та етнографію.

## Археологічна діяльність
У 1900 р. вчитель сільської школи В. О. Бабенко, розчищаючи разом з селянином Капіносом розмитий водою схил одного з тутешніх ярів, виявив досить добре збережене давнє катакомбне поховання. Про свою знахідку Бабенко повідомив в Харківський університет. На місце відразу ж були відряджені початківці археологи М. Є. Вранці і П. П. Єфименко (згодом — академік АН УРСР). З наступного року і до початку Першої світової війни В. О. Бабенко спочатку з вченими, а потім самостійно вів розкопки могильника і розташованого поруч городища. Він же дав перший опис городища та фортеці.
Багато видатних дослідники вважали за честь брати участь у розкопках Верхньо-Салтівського пам'ятника. Серед них голова Московського археологічного товариства графиня Парасковія Уварова, відомі вчені-історики М. Є. Макаренко і О. С. Федоровський. За період з 1902 по 1915 р. в околицях Верхнього Салтова було досліджено 343 катакомбних поховання, 3 поховання в ямах і 7 кінських могил. Речі з катакомбних поховань даного пам'ятника поповнили археологічні колекції провідних музеїв дореволюційної Росії — Москви, Санкт-Петербурга, Гельсінкі, Одеси. Виявлений матеріал був настільки багатим, оригінальним і різноманітним, що відразу ж постало питання, якому з відомих народів раннього Середньовіччя він належить.
Першовідкривач пам'ятника В. А. Бабенко вважав, що фортеця і розташований поруч могильник належали хазарам, про що йдеться в його статті «Пам'ятки хозарської культури на півдні Росії».

## Етнографічні дослідження
1905 року В. Бабенко видав «Етнографічні нариси Катеринославського краю».
На початку 1930-х років дослідник зазнав утисків з боку офіційної влади. Відтоді звернувся до Д. І. Яворницького з проханням про допомогу в пошуках роботи. Академік залучив Василя Олексійовича до вивчення етнографії Катеринославщини. Бабенко здійснив декілька експедицій разом з дружиною, народною вчителькою Оленою Родіонівною Нікітіною-Бабенко.